# Sam Koch
Samuel David Koch (* 13. August 1982 in York, Nebraska) ist ein ehemaliger US-amerikanischer American-Football-Spieler auf der Position des Punters. Er spielte sechzehn Jahre lang für die Baltimore Ravens in der National Football League (NFL).

## Karriere

### College
Koch besuchte die University of Nebraska-Lincoln und spielte von 2006 bis 2008 für deren Team, die Cornhuskers, erfolgreich College Football. Hatte während der Highschool noch unterschiedliche Positionen bekleidet, spielte er am College nur noch als Punter.

### NFL
Er wurde im NFL Draft 2006 von den Baltimore Ravens in der sechsten Runde als 203. Spieler ausgewählt. Bereits in seiner Rookiesaison wurde er als alleiniger Punter eingesetzt und brachte, wie auch in den folgenden Saisons, konstant gute Leistungen. Er überzeugte nicht nur durch seine präzisen Punts, sondern tat sich auch in diversen Trickspielzügen hervor. So warf er etwa 2010 bei einem Fake Punt einen 13-Yard-Pass, eine Two-Point Conversion sowie einen Touchdown konnte er hingegen erlaufen.
Auch zum Sieg der Ravens im Super Bowl XLVII trug er maßgeblich bei. 12 Sekunden vor Schluss ließ er sich in der eigenen Endzone absichtlich tackeln, wodurch die San Francisco 49ers zwar ein Safety erzielten, Koch aber anschließend den Ball tief in die gegnerische Hälfte kicken konnte. Dies ermöglichte es, den knappen Vorsprung über die Runden zu bringen.
Im Sommer 2015 unterschrieb er bei den Ravens einen Fünfjahresvertrag über 16,25 Mio. US-Dollar, was ihn zu einem der bestbezahlten Punter der Liga machte.
In der Saison 2015 wurde er erstmals in den Pro Bowl berufen.
Koch hält zahlreiche Franchise-Rekorde, darunter den für die meisten Punts, den für den längsten Punt oder den für die meisten Spiele.
Nachdem die Ravens in der vierten Runde des NFL Draft 2022 Jordan Stout als Nachfolger für Koch ausgewählt hatten, gab er am 19. Mai 2022 sein Karriereende bekannt. Mit 256 für Baltimore bestrittenen Partien stellte er einen Franchiserekord auf. Dabei bestritt er 239 Partien in Folge, bis er 2020 eine Partie wegen eines positiven COVID-19-Tests verpasste.